# パイ投げスナイパー
パイ投げスナイパー（パイなげスナイパー）とはベルギーを拠点に活動している、気に入らない人やVIPなどの顔にパイをぶつける集団である。チームを組んで待ち伏せし、狙った獲物は確実にしとめる。

## 概要
彼らに狙われた有名人はマイクロソフト社のビル・ゲイツやフランスの映画監督のジャン＝リュック・ゴダールなど。
日本では2007年1月のさんま・玉緒のお年玉あんたの夢をかなえたろかスペシャルにパイ投げ界のゴッドファーザーとよばれているノエル・ゴディンが登場した。

## 使用するパイ
いわゆるパイではなく、クリームを用いる。人を傷つける行為ではないので、パイは適度なやわらかさをもたせる。

### パイの大きさ
- ちょっと腹が立つ人 - 直径15cm、厚さ3cm
- すごく腹が立つ人 - 直径25cm、厚さ3cm
- もうどうにもならない程腹が立つ人 - 直径30cm、厚さ6cm

### パイの投げ方
数種類のパイの投げ方が存在する。そしてパイ投げは一発でしとめる事が重要なので、相手に情を抱いてはいけない。
- 正面からなにげなく相手に歩み寄りすれ違い様に投げる
- 後から回り込んで投げる
- そしてもっとも成功率の高い、横からのアタック(トリップ戦法)。これはビル・ゲイツに投げた時の技で、横から並ぶように歩み寄るように近づき、建物の大きな柱越しにパイを投げ、ボディガードの警戒をかいくぐって成功させた。